# Železník
Železník (29. dubna 1978 Šamorín – 22. prosince 2004 Malá Morávka) byl československý dostihový kůň, který jako jediný dokázal čtyřikrát (1987, 1988, 1989 a 1991) vyhrát Velkou pardubickou.

## Rodokmen
Jeho matka Želatina porodila celkem šest hříbat (Želka, Žeton, Žitomír, Žikava, Žerotín a Železník). Želatina se na dráze příliš neprosadila. Navzdory dobrému původu měla velice slabou výkonnost. Jejím otcem byl Le Loup Garou (FR). Železníkův otec Zigeunersohn patřil v NDR ke špičce na dráze a byl i velmi úspěšným plemeníkem. Startoval v 23 dostizích, z nichž 12 vyhrál. Někteří o něm mluví jako o českém Secretariatovi.

## Kariéra
Narodil se v Šamoríně 29. dubna 1978 a uhynul 22. prosince 2004 v Malé Morávce. Matka ruského chovu se jmenovala Želatina, otec Zigeunersohn byl plemeníkem v Německu. V říjnu 1979 ho koupil Agrochemický podnik ve Slavkově u Brna. Zpočátku běhal rovinné dostihy a až v roce 1982 poprvé zkusil proutěnky. Následovalo zranění zadní nohy na pastvině a kůň byl prodán do Státního statku Světlá Hora. Železník se nakonec uzdravil a mohl pokračovat v dostizích, zpočátku s Antonínem Novákem v sedle.
Steeplechase začal běhat od roku 1983. Ještě v témže roce začal vítězit. První Velkou pardubickou běžel 6. října 1985 s Antonínem Novákem v sedle. Přestože se Železník bez potíží kvalifikoval a vítězil v mnoha dostizích sezóny, nepovedlo se mu vyhrát Velkou pardubickou ani v roce 1986.
Zvítězit se mu podařilo až v roce 1987 s žokejem Josefem Váňou v sedle a novým traťovým rekordem 9:56,13. S žokejem Váňou zvítězili ještě v letech 1988, 1989 a 1991. První tři vítězství vyhrál Železník, jak uvádí výrok dostihové komise, velmi lehce. To se však nedá říci o jeho vítězství čtvrtém, kdy Železník upadl na Poplerově skoku. Žokej Váňa na ryzáka znovu nasedl a po stíhací jízdě zvítězili před druhým Drakem.
V roce 1990 po kolizi s jiným koněm Železník upadl a dostih nedokončil. Naposledy startovala tato dvojice v roce 1992. Tento ročník Velké pardubické byl však ovlivněn demonstranty, kteří způsobili zmatek mezi koňmi. Železník doplatil na kolizi jiných dvou koní a ztratil svého jezdce. Pravidla už nedovolovala znovu nasednout a pokračovat v dostihu. Železník byl vyhlášen koněm roku v letech 1987, 1988 a 1991.
Kůň si později na vyjížďce zlomil korunkovou kost pravé zadní nohy a nemohl závodit. Ve Světlé Hoře se stal turistickou atrakcí. Zemřel ve vysokém věku 26 let. Za svou kariéru absolvoval 58 dostihů: 30× zvítězil, 9× byl druhý, jednou třetí, jednou čtvrtý, dvakrát pátý, výhry činily 1 723 800 korun.